# セラヴィ観光汽船
セラヴィ観光汽船（セラヴィかんこうきせん）株式会社は、三重県四日市市に本社を置く旅客船業を営む会社。
伊勢湾や神戸周辺の瀬戸内海に航路を持つ。
名古屋港イタリア村等とともにセラヴィホールディングスのグループ企業である。
2008年6月2日東京地方裁判所に自己破産を申請、破産手続開始決定。負債総額は約9億9000万円（帝国データバンク調べ）。

## 運航路線
伊勢湾
- 四日市港（四日市浜園旅客ターミナル） - 中部国際空港（セントレア）
所要時間約35分、大人片道1,690円、1日10便[1]
- 四日市港（四日市浜園旅客ターミナル） - 名古屋港ガーデン埠頭
所要時間約50分、大人片道1,690円、1日2便（土日祝のみ、運休中）
- 名古屋港ガーデン埠頭 - 中部国際空港（セントレア）
所要時間約50分、大人片道1,690円、1日2便（水木金のみ、運休中）
- ワイルドフラワーガーデンブルーボネット - 名古屋港ガーデン埠頭
所要時間約10分、大人片道500円、1日7～8便[1]
- 四日市港遊覧船（土日祝のみ、運休中）
- 名古屋港遊覧船（月曜以外、運休中）

宇治山田港（伊勢市） - 中部国際空港間に高速船を運航することが決まっていたが、直前で取りやめとなった。
瀬戸内海
- 神戸小豆島航路「ラ・ベルメール」（神戸港中突堤 - 神戸空港 - 小豆島坂手港、航路廃止済）
所要時間約2時間13分、大人片道5,800円、1日1便
※2007年11月13日より2008年4月12日まで運休、翌4月13日より航路廃止・撤退を公式Webページにて発表[2]
- 神戸周遊船「VILLAGGIO ITALIA号」（神戸港中突堤 ～ ポートアイランド、神戸港中突堤 ～ 神戸空港、運休中）
※当社倒産後は神戸リゾートラインが運航していたが、2012年1月末より欠航、2012年3月より運休し、1年近く神戸市への係船料を滞納する状態が続いていたが[3]、2013年3月に売却され、同年6月26日に神戸港を出港した。[4]

## 所在地
本社:三重県四日市市浜園町

## 資本金
2,000万円

## 関連企業
- セラヴィホールディングス
- 名古屋港イタリア村
- セラヴィリゾート泉郷